# Rock megye (Minnesota)
Rock megye az Amerikai Egyesült Államokban, azon belül Minnesota államban található. Megyeszékhelye és legnagyobb városa Luverne. Lakosainak száma 9704 fő (2020. április 1.).

## Szomszédos megyék
- Pipestone megye (észak)
- Murray megye (északkelet)
- Nobles megye (kelet)
- Lyon megye (dél)
- Minnehaha megye (nyugat)
- Moody megye (északnyugat)

## Népesség
A megye népességének változása:
| Lakosok száma | 9659 | 9626 | 9546 | 9520 | 9600 | 9704 |
|               | 2010 | 2011 | 2012 | 2013 | 2015 | 2020 |